# Penda Bah
Pour les articles homonymes, voir Bah.
Penda Bah, née le 17 août 1998, est une footballeuse internationale gambienne.

## Biographie
En 2012, lors de la Coupe du monde féminine de football des moins de 17 ans et alors que l'équipe nationale de Gambie participe pour la première fois, elle marque le premier but lors du match contre l'équipe de France.
Lors du premier match international officiel de l'équipe en 2018, elle est capitaine de l'équipe nationale. Elle occupe toujours ce poste en 2022.
En 2019, après plusieurs années à évoluer dans le championnat national gambien, elle est recrutée par le DreamStar FC Ladies (en) évoluant dans le championnat du Nigeria féminin de football.